# Online reputatiemanagement

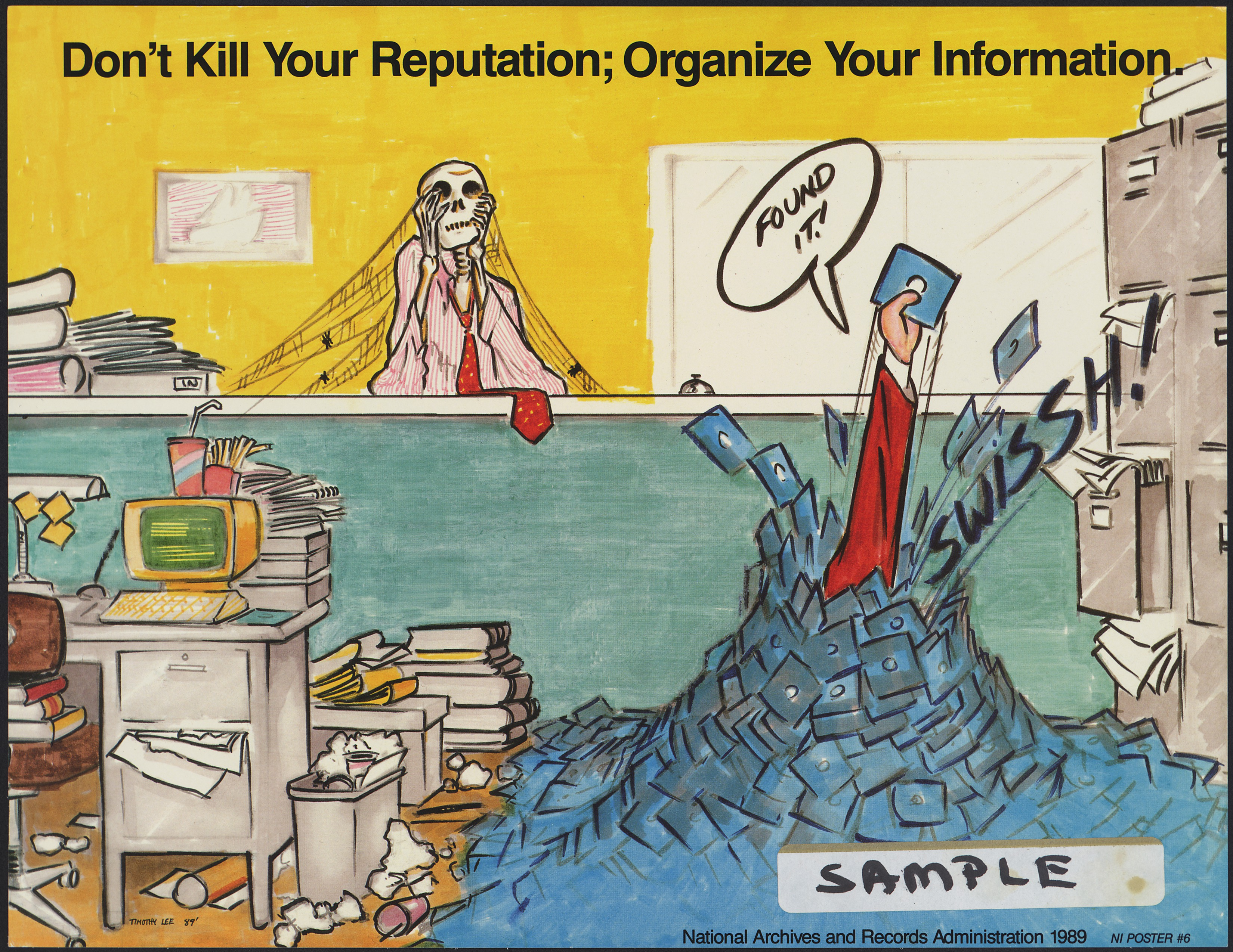
Sorteer, beheer en manage je reputatie.

Online reputatiemanagement of reputatiebeheer is het met digitale technieken beïnvloeden en manipuleren van de beeldvorming van een persoon, een handelsmerk of een organisatie zoals die via de sociale media gestalte krijgt. Aandacht gaat naar het beheersen van het publieke sentiment door een positieve beeldvorming op te roepen of een negatief beeld te vermijden.

## Definitie reputatiemanagement
Reputatiemanagement is de strategie om een gunstig imago op te roepen of een ongunstig imago te vermijden. Reputatie ontstaat door communicatie, klantgerichtheid, maatschappelijke verantwoordelijkheid en de kwaliteit van producten en diensten.

## Technieken
Technieken en methoden bij online reputatiemanagement zijn zoekmachineoptimalisatie, online promotie, het creëren van nieuwe inhouden, het aanwezig zijn op het sociale web zoals forums, blogs, sociale netwerken) en het controleren van websites om negatieve inhoud te vermijden. Proactieve reputatieopbouw is het onmiddellijk reageren op onaangekondigde publieke kritiek, het aanbieden van gratis producten en het schrijven van positieve opmerkingen. Met het right to be forgotten is er ook voor particulieren een nieuwe manier gekomen om hun online reputatie te sturen.

## Onderdelen
Online reputatiemanagement bestaat uit verschillende onderdelen, namelijk social media monitoring, zoekmachine monitoring, webcare en 'zoekmachine reputatiemanagement', ook wel bekend als ontgooglen.. In de loop der tijd is online reputatiemanagement ook gejuridiseerd. Advocaten vechten onrechtmatige online publicaties aan waarbij geen rectificatie, maar verwijdering van het bericht gevraagd wordt. 

## Ontstaan
Online reputatiemanagement kwam gelijktijdig met het web 2.0 en vooral bij de komst van eBay waar feedback en waarderingen van gebruikers centraal staan. Kopers en verkopers kregen een online reputatie om anderen te helpen bij koop- of verkoopbeslissingen.